# Jorge Rodas
Pour les articles homonymes, voir Rodas (homonymie).
Jorge Alexander Rodas Hurtarte (né le 9 octobre 1971 à Jalapa au Guatemala) est un joueur de football international guatémaltèque, qui évoluait au poste de milieu de terrain.
Son frère, Julio, est également footballeur.

## Biographie

### Carrière en sélection
Avec l'équipe du Guatemala, il joue 38 matchs (pour 4 buts inscrits) entre 1991 et 2001. 
Il figure notamment dans le groupe des sélectionnés lors des Gold Cup de 1991, de 1996 et de 2000.
Il joue également 14 matchs comptant pour les tours préliminaires des coupes du monde 1998 et 2002.

## Palmarès
- Champion du Guatemala en 1992, 1994 avec le Deportivo Municipal
- Champion du Guatemala en 1995, 1997, 1998, 1999, 1999 (A), 2001 (C) et 2002 (A) avec le Deportivo Comunicaciones
- Vainqueur de la Coupe du Guatemala en 2005 et 2006 avec le Deportivo Jalapa